# Horoșkî, Lubnî
Horoșkî (în ucraineană Хорошки) este localitatea de reședință a comunei Horoșkî din raionul Lubnî, regiunea Poltava, Ucraina.

## Demografie
Componența lingvistică a localității Horoșkî
     Ucraineană (98,06%)
     Rusă (1,7%)
     Alte limbi (0,24%)
Conform recensământului din 2001, majoritatea populației localității Horoșkî era vorbitoare de ucraineană (98,06%), existând în minoritate și vorbitori de rusă (1,7%).